# کارلس کارول کارلتون
کارلس کارول کارلتون (به انگلیسی: Charles Carroll of Carrollton) (۱۹ سپتامبر ۱۷۳۷ – ۱۴ نوامبر ۱۸۳۲) سناتور سابق عضو حزب فدرالیست (آمریکا) بود. وی در سال ۱۷۸۹ تا ۱۷۹۲ میلادی سناتور ایالت مریلند در سنای ایالات متحده آمریکا بود.